# الغواصة الألمانية يو-34 (1936)
غواصة يو-34  غواصة يو بوت ألمانية من الفئة السابعة إيه بنيت ل سلاح بحرية ألمانيا النازية كريغسمارينه، في أحواض بناء السفن الألمانية التابع لفريدريش كروب في كيل خلال الحرب العالمية الثانية.